# 1976 Kaverin
1976 Kaverin è un asteroide della fascia principale. Scoperto nel 1970, presenta un'orbita caratterizzata da un semiasse maggiore pari a 2,3809300 UA e da un'eccentricità di 0,0747818, inclinata di 2,37153° rispetto all'eclittica.
L'asteroide è dedicato al professore sovietico di astronomia Aleksej Aleksandrovič Kaverin.